# Deepak Dobriyal
Deepak Dobriyal (Pauri, 1º settembre 1975) è un attore indiano.

## Filmografia parziale
- Omkara, regia di Vishal Bhardwaj (2006)
- 1971, regia di Amrit Sagar (2007)
- Shaurya, regia di Samar Khan (2008)
- Delhi-6, regia di Rakesh Omprakash Mehra (2009)
- Gulaal, regia di Anurag Kashyap (2009)
- Yavarum Nalam / 13B: Fear Has a New Address, regia di Vikram Kumar (2009)
- Daayen Ya Baayen, regia di Bela Negi (2010)
- Tanu Weds Manu, regia di Aanand L. Rai (2011)
- Teen Thay Bhai, regia di Mrighdeep Singh Lamba (2011)
- Not a Love Story, regia di Ram Gopal Varma (2011)
- Dabangg 2, regia di Arbaaz Khan (2012)
- Tanu Weds Manu Returns, regia di Aanand L. Rai (2015)
- Prem Ratan Dhan Payo, regia di Sooraj R. Barjatya (2015)
- Hindi Medium, regia di Saket Chaudhary (2017)
- Lucknow Central, regia di Ranjit Tiwari (2017)
- Kaalakaandi, regia di Akshat Verma (2018)
- Baaghi 2, regia di Ahmed Khan (2018)
- Laal Kaptaan, regia di Navdeep Singh (2019)
- Kaamyaab, regia di Hardik Mehta (2020)
- Angrezi Medium, regia di Homi Adajania (2020)

## Premi
- International Indian Film Academy Awards
  - 2016: "Best Performance in a Comic Role
- Filmfare Awards
  - 2007: "Special Performance"
- BIG Star Entertainment Awards
  - 2015: "Most Entertaining Actor in a Comic Role"
- Producers Guild Film Awards
  - 2012: "Best Actor in a Comic Role"
  - 2016: "Best Actor in a Comic Role"
- Star Screen Awards
  - 2016: "Best Supporting Actor"
- Times of India Film Awards
  - 2016: "Best Actor in a Comic Role"